# Massalia (Schiff)
Die Massalia ist eine Ro-Pax-Fähre der französischen Reederei La Méridionale. Das 1992 gebaute Schiff wurde bis 2025 als Normandie von der Reederei Brittany Ferries auf der Route zwischen Portsmouth und Caen eingesetzt.

## Geschichte
Das Schiff wurde unter der Baunummer 1315 auf der finnischen Werft Kvaener Masa Yards in Turku gebaut. Der Stapellauf fand am 5. Oktober 1991 statt. Die Fertigstellung des Schiffes erfolgte am 5. Mai 1992. Die Indienststellung des Schiffes auf der Fährverbindung zwischen Portsmouth und Caen erfolgte am 18. Mai 1992.
2025 wurde die Fähre durch die Guillaume de Normandie, ein Neubau des E-Flexer-Typs, ersetzt. Die an die Reederei La Méridionale und in Massalia umbenannte Fähre soll ab Juni 2025 auf der Fährverbindung zwischen Marseille und Tanger Med eingesetzt werden.

## Technische Daten und Ausstattung
Der Antrieb des Schiffes erfolgt durch vier Viertakt-Zwölfzylinder-Dieselmotoren des Herstellers Wärtsilä (Typ: 12V32E) mit jeweils 4.400 kW Leistung, die auf zwei Verstellpropeller wirken. Das Schiff erreicht eine Geschwindigkeit von rund 21 kn. Für die Stromversorgung stehen vier Dieselgeneratoren mit jeweils 1.900 kW Leistung (2.375 kVA Scheinleistung) zur Verfügung.
Das Schiff wurde Ende 2014 auf der spanischen Werft Astilleros de Santander mit einem Gaswäscher zur Abgasentschwefelung ausgerüstet.
Das Schiff ist mit drei Querstrahlsteueranlagen im Bug ausgerüstet. Es verfügt über zwei Flossenstabilisatoren.
Brittany Ferries vermarktete das Schiff mit einer Kapazität von 2.123 Passagieren, für die 220 Kabinen mit insgesamt 775 Betten zur Verfügung standen. Zusätzlich gab es 14 Kinderbetten, die bei Bedarf in den Kabinen genutzt werden konnten. Neben den Kabinen standen 416 Ruhesessel zur Verfügung. Bei La Méridonale wird die Kapazität der Fähre mit rund 1.700 Passagieren angegeben, für die 217 Kabinen und 322 Ruhesessel zur Verfügung stehen. Die Passagierkabinen befinden sich auf den Decks 5, 6 und 7, die Ruhesessel auf Deck 7. Die Einrichtungen für Passagiere, darunter Restaurants und Bars, Kinos und Shops, sind auf den Decks 7, 8 und 9 untergebracht. Brittany Ferries nutzte die Sitzplätze der Kinos bei Nachtpassagen als zusätzliche Ruhesessel. Auf Deck 8 und 9 befinden sich im hinteren Teil des Schiffes jeweils ein Sonnendeck.
Auf den Ro-Ro-Decks stehen 1.720 Spurmeter zur Verfügung. Während Brittany Ferries die Kapazität der Fähre mit 600 Pkw oder 84 Lkw angab, wird von La Méridonale eine Fahrzeugkapazität von 492 Pkw angegeben. Die Ro-Ro-Decks, die sich auf den Decks 2 bis 6 befinden, sind über je eine Bug- und Heckrampe zu erreichen und im Schiff durch Rampen miteinander verbunden. Vor der Bugrampe befindet sich eine seitlich öffnende Bugklappe. Auf der Back befindet sich zusätzlich eine feste Rampe, die über eine landseitige Rampe genutzt werden kann. Ein Schott verschließt das dahinterliegende Ro-Ro-Deck. Im hintersten Bereich des Schiffes geht das Ro-Ro-Deck auf Deck 5 in ein offenes Deck über. Deck 3 ist direkt über die Bug- und Heckrampe zu erreichen, Deck 5 über landseitige Rampen.